# Pryor Creek
Pryor Creek és una ciutat dels Estats Units a l'estat d'Oklahoma. Segons el cens del 2000 tenia 8.659 habitants.

## Demografia
Segons el cens del 2000, Pryor Creek tenia 8.659 habitants, 3.567 habitatges, i 2.343 famílies. La densitat de població era de 514,3 habitants per km².
Dels 3.567 habitatges en un 30,2% hi vivien nens de menys de 18 anys, en un 52,1% hi vivien parelles casades, en un 10,6% dones solteres, i en un 34,3% no eren unitats familiars. En el 30,9% dels habitatges hi vivien persones soles el 16,3% de les quals corresponia a persones de 65 anys o més que vivien soles. El nombre mitjà de persones vivint en cada habitatge era de 2,35 i el nombre mitjà de persones que vivien en cada família era de 2,95.
Per edats la població es repartia de la següent manera: un 26,1% tenia menys de 18 anys, un 9,5% entre 18 i 24, un 25,7% entre 25 i 44, un 19,9% de 45 a 60 i un 18,8% 65 anys o més.
L'edat mediana era de 36 anys. Per cada 100 dones de 18 o més anys hi havia 84,6 homes.
La renda mediana per habitatge era de 29.424$ i la renda mediana per família de 37.115$. Els homes tenien una renda mediana de 33.547$ mentre que les dones 20.737$. La renda per capita de la població era de 16.887$. Entorn del 10,8% de les famílies i el 13,6% de la població estaven per davall del llindar de pobresa.

## Poblacions més properes
El següent diagrama mostra les poblacions més properes.